# Main Tower
La Main Tower è un grattacielo situato a Francoforte sul Meno, in Germania. Il suo nome deriva da quello del fiume che bagna la città, nonché il Meno.

## Descrizione
Alto 200 metri, il tetto del grattacielo è sormontato da una torre per comunicazioni di 40 m. L'edificio comprende anche cinque livelli sotterranei e due piattaforme di osservazione aperte al pubblico (le uniche tra i grattacieli di Francoforte).

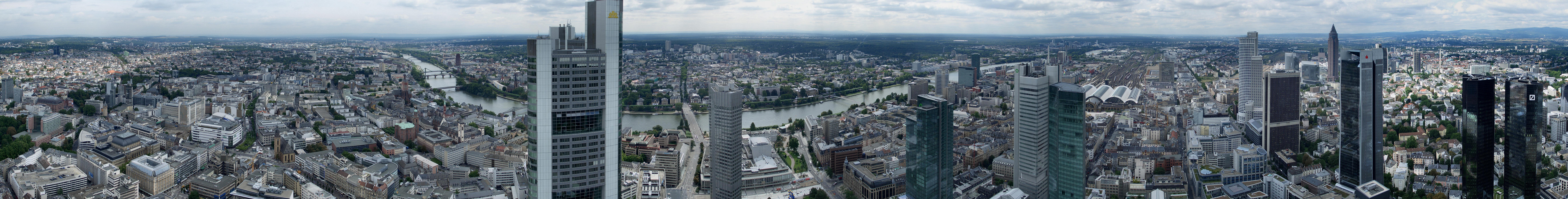
Panorama dal tetto dell'edificio

La Main Tower fu costruita tra il 1996 e il 1999 e ospita, tra gli altri, gli uffici della Landesbank Hessen-Thüringen (Helaba), la branca tedesca di Merrill Lynch e gli studi televisivi Hessischer Rundfunk.
I primi occupanti dell'edificio vi si trasferirono il 5 novembre 1999 ma l'inaugurazione ufficiale data 28 gennaio 2000.
La hall dell'edificio è decorata con due opere d'arte accessibili al pubblico: l'installazione video di Bill Viola The World of Appearances e il mosaico a parete di Stephan Huber dal titolo Frankfurter Treppe / XX. Jahrhundert.